# Mateu Fernández de Soto
Pour les articles homonymes, voir Fernández et Soto.
Mateu Fernández de Soto, né en 1881 à Barcelone et mort en Amérique centrale en 1939, est un sculpteur espagnol, ami de Pablo Picasso.

## Famille
Il est le frère du peintre Ángel Fernández de Soto, modèle du Portrait d'Ángel Fernández de Soto (ou Le Buveur d'absinthe), œuvre célèbre de la période bleue de Pablo Picasso réalisée en 1903.

## Postérité
- Pablo Picasso a réalisé son portrait en 1901[3].
- Il est l'auteur du Monument au marquis de Guadiaro de Malaga[4], en Andalousie